# Processo (ciência)
Em ciência, um processo é toda sequência de mudanças de um corpo/objeto real que está sendo observado usando um método científico. Incluindo assim todas as análises científicas e processos de modelo.
Os processos são sempre propriedades de sistemas dinâmicos, eles são caracterizados por atributos de sistema como variáveis e parâmetros. Todo modelo de processo tem variáveis de input e output distintas e pode ser autônomo ou controlado.
O reconhecimento de um processo é uma operação/evento mental arbitrário e subjetivo porque depende de diferentes circunstâncias, objetivos do observador, percepção e ferramentas de conceptualização.
Há numerosas taxonomias de processos, que podem ser divididos em: contínuo e discreto, estável e não estável, convergente e não convergente, cíclico e não cíclico, linear e não linear, e também podem ser agrupados de acordo com o nome do domínio que eles são analisados.
Alguns exemplos de processos físicos, tecnológicos e biológicos : combustão, cristalização, centrifugação, difração, dispersão, destilação, eletrólise, eletroforese, emulsificação, evaporação, hidrólise, fissão nuclear, fusão nucelar, oxidação, fosforescência, pirólise, redução, reflexão e refração.